# 무사 발비시아나

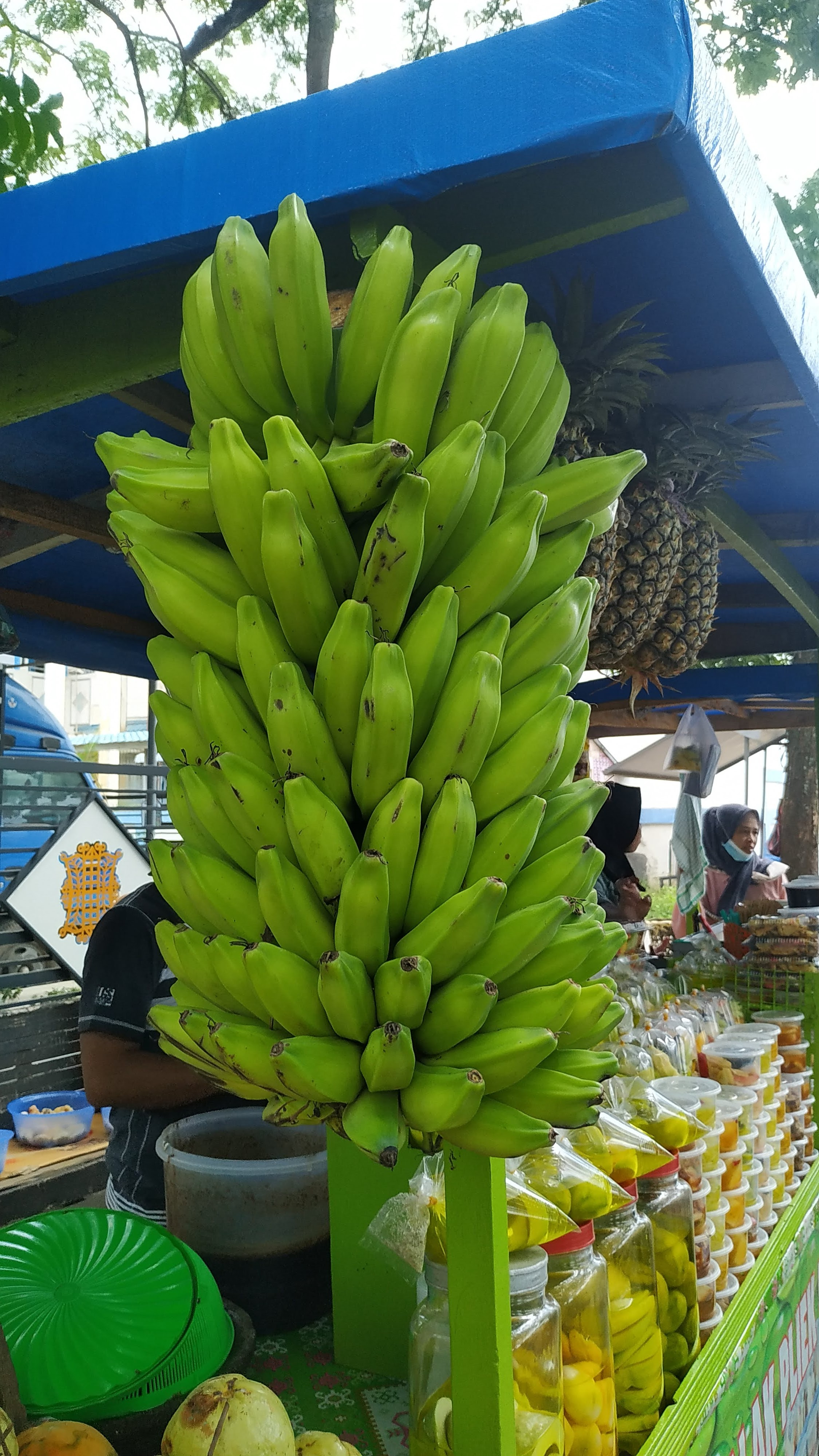

무사 발비시아나(Musa balbisiana)는 야생형 바나나 종이다. 무사 아쿠미나타와 함께 현대 재배 바나나의 조상 중 하나이다.

## 설명
대부분의 재배 바나나보다 더 곧은 습관으로 무성한 잎을 덩어리로 자란다. 꽃은 붉은색에서 적갈색의 꽃차례로 자란다. 과일은 파란색과 녹색 사이에 있다. 씨앗이 들어 있기 때문에 먹을 수 없는 것으로 간주된다.

## 분류
1820년 이탈리아의 식물학자 루이지 알로이시우스 콜라(Luigi Aloysius Colla)가 처음으로 과학적으로 기술했다.

## 분포
남아시아 동부, 인도 아대륙 동부 지역, 동남아시아 북부, 중국 남부가 원산지이다. 도입된 개체군은 원래 범위를 훨씬 벗어난 야생에 존재한다.